# Henriëtte Ronner-Knip
Henriëtte Ronner-Knip (ur. 31 maja 1821 w Amsterdamie, Holandia, zm. 28 lutego 1909 w Elsene, Belgia) – holenderska malarka zwierząt, która zyskała sławę i uznanie w Europie głównie dzięki romantycznym obrazom kotów i kociąt jako samodzielnego tematu, które malowała mając żywe koty za modele.

## Biografia
Henriëtte urodziła się 31 maja 1821 roku w Amsterdamie. Jej ojcem był Josephus Augustus Knip (1777–1847), artysta malarz, a matką Cornelia van Leeuwen (1790–1848). Była ich drugim dzieckiem. Miała starszego brata Augusta (1819–1861). Jej rodzice nie byli w związku małżeńskim w momencie jej narodzin, albowiem jej ojciec był wówczas mężem francuskiej malarki Antoinette Pauline Jacqueline Rifer de Courcelles (1781–1851). Po rozwodzie orzeczonym w Paryżu w 1824 roku jej rodzice nie zawarli oficjalnego związku małżeńskiego. Henriëtte i jej brat byli przedstawicielami trzeciej generacji artystów-malarzy w rodzinie Knipów. Jej dziadek był malarzem tapet i malował także martwe natury. Nauczył troje z czworga swoich dzieci malarstwa artystycznego, w tym jej ojca. 
Jej rodzice często się przeprowadzali. Mieszkali między innymi w Paryżu, gdzie jej ojciec udzielał lekcji rysunku i malarstwa zamożnym paniom, w Vught, Den Haag, Beek i Den Bosch. W 1840 roku rodzina zamieszkała w Berlicum, położonym w prowincji Brabancji Północnej.
W wieku czterech lat Henriëtte miała już swój kącik malarski w atelier ojca. Na jedenaste urodziny dostała sztalugi w prezencie od ojca. Naśladując ojca zaczęła malować brabanckie pejzaże z bydłem, czasami też z jakimiś postaciami chłopskimi. Od czasu do czasu malowała te obrazy wspólnie z bratem. Wypróbowywała różne tematy związane ze zwierzętami, np. malowała wnętrza stajni ze zwierzętami gospodarskimi, koty czy psy. Kiedy jej ojciec z powodu choroby oczu musiał zaprzestać malowania, Henriëtte zaczęła sprzedawać własne obrazy, aby wesprzeć domowe finanse. Od 1838 roku sprzedawała swoje obrazy na corocznych wystawach malarskich, które były organizowane w różnych holenderskich miastach. Po śmierci rodziców w 1848 roku przeniosła się do Amsterdamu. Tam w tym samym roku jako pierwsza kobieta została jako „członek pracujący” przyjęta do stowarzyszenia artystów Arti et Amicitiae.

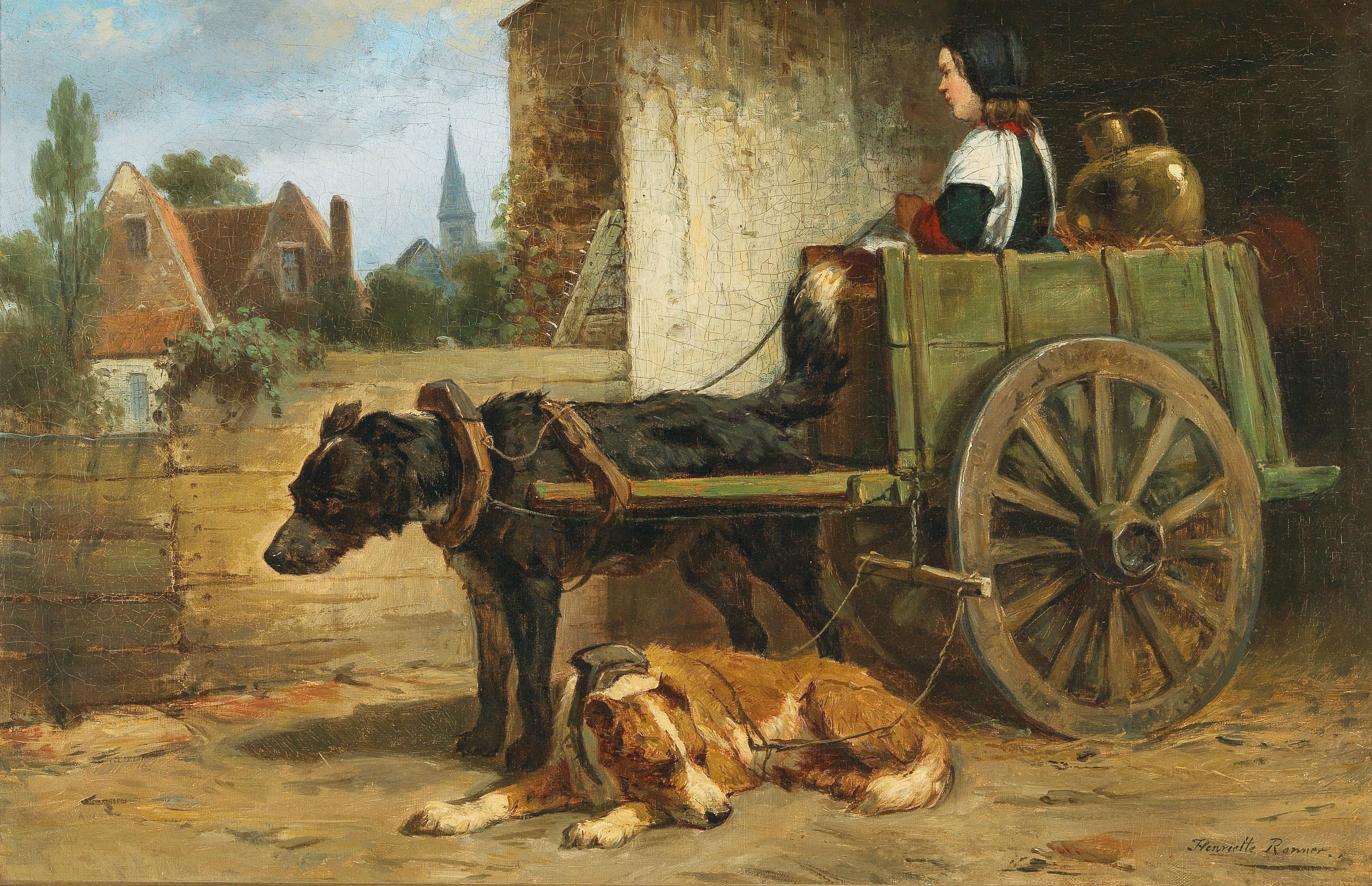
Wózek ciągniony przez psy

Początkowo w dalszym ciągu malowała brabanckie pejzaże z bydłem, lecz stopniowo zaczęła specjalizować się w przedstawianiu psów (np. myśliwskich) często na tle brabanckiego krajobrazu oraz psów ze szczeniętami. W 1850 roku Henriëtte wyszła za mąż za Feico Ronnera, którego spotkała w Berlicum. Zaczęła podpisywać swoje prace Ronner lub Ronner-Knip. Po ślubie zamieszkali w Elsene w pobliżu Brukseli. Malarka została członkiem belgijskiego stowarzyszenia Cercle Artistique et Littéraire, de Société Libre des Beaux Arts en de Société Belge des Aquarellistes. Zainspirowana obrazami Josepha Stevensa, który malował wychudzone psy uliczne, Henriëtte uległa fascynacji realistycznego przedstawiania na obrazach psów zaprzęgowych, co przyniosło jej uznanie. Przykładem tego typu jej malarstwa był duży obraz (182 x 260 cm) zatytułowany Le mort d’un ami  (Śmierć przyjaciela) z 1860 roku (obecnie w zbiorach Królewskich Muzeów Sztuk Pięknych w Brukseli). Ronner-Knip ukazała na nim zatroskanego biednego chłopa handlującego piaskiem, który przyklęknął nad jednym ze swoich psów, tym, który padł z wycieńczenia od ciągnięcia ciężkiego wózka wypełnionego piaskiem.

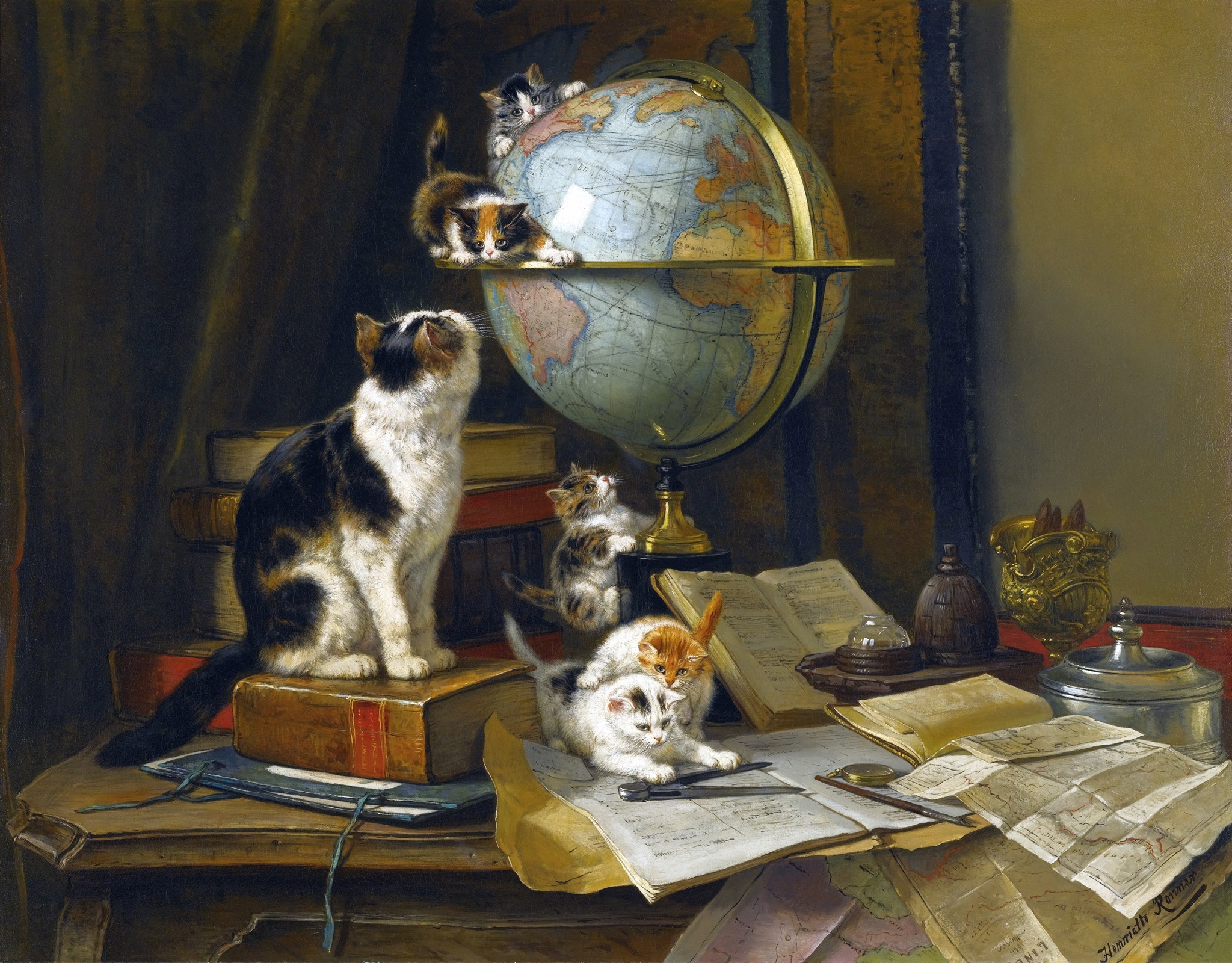
Koty i globus

Od 1870 roku Henriëtte Ronner zaczęła malować na płótnie i robić akwarele kotów, po uprzednim wykonaniu wielu eksperymentalnych rysunków żywych kotów w swoim atelier, co pozwoliło jej na przedstawienie kotów zgodnie z ich rzeczywistym wyglądem, szczególnie trafnie oddając miękkość naturalnej kociej sierści oraz w wirtuozowski sposób malując ich oczy. Malowała koty w różnych sytuacjach, np. rozleniwione drzemiące na poduszce czy baraszkujące i psocące wśród rzeczy właściciela, umieszczając je na tle elegancko umeblowanego pokoju z pięknymi antycznymi meblami, udrapowanymi zasłonami, drogimi zabytkowymi przedmiotami i ręcznie tkanym dywanem na podłodze, charakterystycznego dla zamożnej warstwy społeczeństwa, która była jej klientelą. Obrazom nadawała anegdotyczne tytuły, np. Podróż dookoła świata dla obrazu kotów bawiących się globusem.
Okazało się, że malowanie życia kotów na obrazach było luką rynkową a malarka praktycznie nie miała konkurencji w tej tematyce malarskiej, zaś koty stawały się w owym czasie coraz bardziej popularne jako zwierzę domowe burżuazji – z pożytecznego zwierzęcia mieszkającego w szopie stały się zwierzętami do towarzystwa, które wpuszczono do domu „na salony”. Koty na jej obrazach nigdy nie były wychudzonymi bezdomnymi stworzeniami, miały błyszczącą sierść, a ich miseczka była zawsze pełna. Malarka chętnie malowała też koty rasowe, w których lubowała się burżuazja, dla której piękny rasowy kot i jego portret były symbolem wysokiego statusu społecznego.  

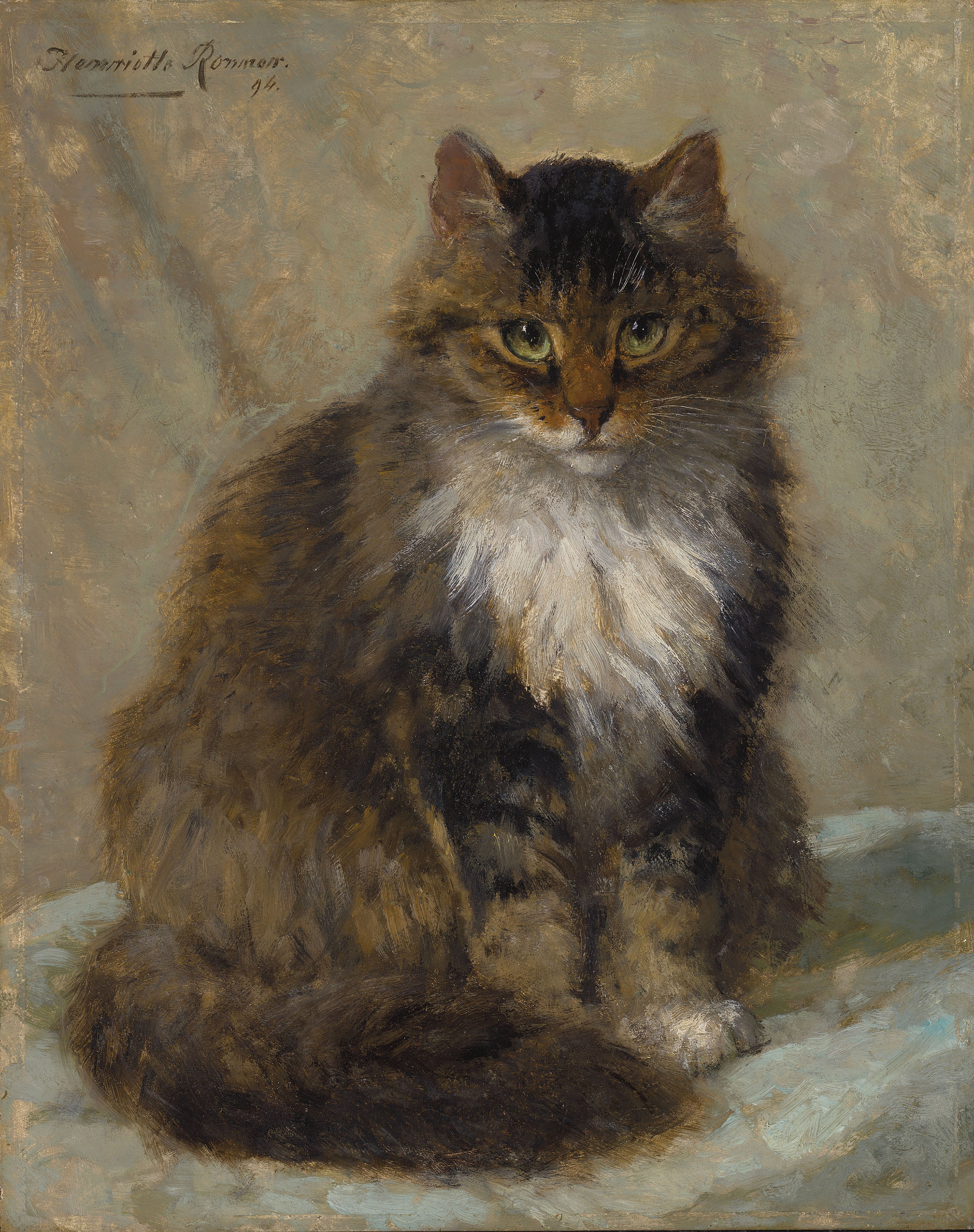
Kot rasy Maine Coon

Henriëtte i Feico mieli wspólnie sześcioro dzieci – dwóch synów i cztery córki: Marie-Thérèse (1851–1852), Alfreda Feico (1852–1901), Edouarda (1854–1910), Marianne-Mathilde (1856–1946), Alice (1857–1957) i Stéphanie-Emmę (1860–1936). Jej mąż, ze względu na zły stan zdrowia, nie pracował zawodowo, lecz pomagał w handlu obrazami, korespondencji i wysyłaniu prac żony na wystawy krajowe i zagraniczne do Niderlandów, Niemiec, Anglii, Francji i Ameryki. W ich rodzinie wyłącznie Henriëtte zarabiała pieniądze na utrzymanie siebie, męża i dzieci. Wraz z upływem czasu coraz bardziej ceniona malarka była w stanie żądać coraz wyższych cen za swoje obrazy, od 200 guldenów w latach 40. XIX wieku do ponad 2000 guldenów w latach 80. XIX wieku, co było ceną, której wówczas mogli domagać się jedynie najbardziej znani malarze. Otrzymywała też dużo zamówień na obrazy, w tym od koronowanych głów. Henriëtte sama udzielała lekcji malarstwa swoim dzieciom. Jej syn Alfred został ilustratorem, a córki Alice i Emma malarkami martwych natur. Syn Edouard został adwokatem. 
Po śmierci męża w 1883 roku Henriëtte w dalszym ciągu mieszkała i pracowała w Elsene, a sprawami handlowo-finansowymi zajmował się jej syn Edouard. Jeszcze w wieku 80 lat pracowała przez 4–5 godzin dziennie w swoim atelier, aż do samej śmierci malując koty. Pod koniec kariery malarskiej pod wpływem impresjonizmu jej prace stały się prostsze, malarka bardziej skupiała się na kotach, a mniej na otoczeniu oraz używała jaśniejszych barw.
Henriëtte Ronner-Knip zmarła 28 lutego 1909 roku w Elsene. Została pochowana w rodzinnym grobowcu obok męża na miejscowym cmentarzu. O jej śmierci poinformowały różne gazety i czasopisma.

## Kariera malarska

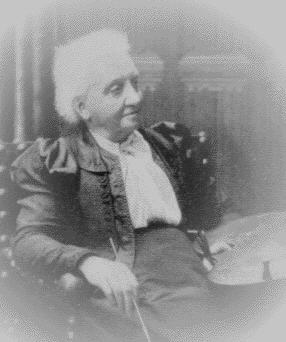
Henriëtte Ronner-Knip z pędzlem i paletą.

Malarka utrzymywała siebie i swoją rodzinę wyłącznie ze sprzedaży własnych obrazów. Jej pracami byli zainteresowani także zagraniczni handlarze sztuką, szczególnie brytyjska arystokracja i bogaci kupcy. Sama regulowała kwestie sprzedaży swoich obrazów i sama wybierała swoich marszandów. Henriëtte namalowała w przybliżeniu ponad tysiąc obrazów kotów, za które klienci gotowi byli zapłacić wysokie ceny. Około 1890 roku należała do grona najlepiej zarabiających ówczesnych artystów malarzy, osiągając status finansowy równy swoim zamożnym klientom.
Henriëtte Ronner-Knip za życia otrzymywała zazwyczaj pozytywne recenzje swoich prac malarskich i była wymieniana w różnych publikacjach. W negatywnych opiniach zarzucano jej portretom kotów, że były zbytnio ukierunkowane na gusty klientów i w wyniku tego brakowało im komponentu artystycznego.
Kocie portrety Henriëtte Ronner-Knip zainspirowały innych malarzy w ostatnim ćwierćwieczu XIX wieku, m.in. belgijskiego malarza Charlesa Van den Eycken (znanego też jako Duchêne).
Krytycy sztuki przez długi czas traktowali jej obrazy przedstawiające figlujące koty jako niepoważne. Tym niemniej obrazy Ronner-Knip są w dalszym ciągu popularne wśród kolekcjonerów sztuki i osiągają wysokie ceny. Popularnością u nabywców cieszą się również reprodukcje jej prac malarskich.
Obrazy namalowane przez malarkę znajdują się w kolekcjach m.in. Rijksmuseum, Królewskich Muzeów Sztuk Pięknych w Brukseli, Teylers Museum i Museum Boijmans Van Beuningen.

## Wybrane prace

Portrety psów
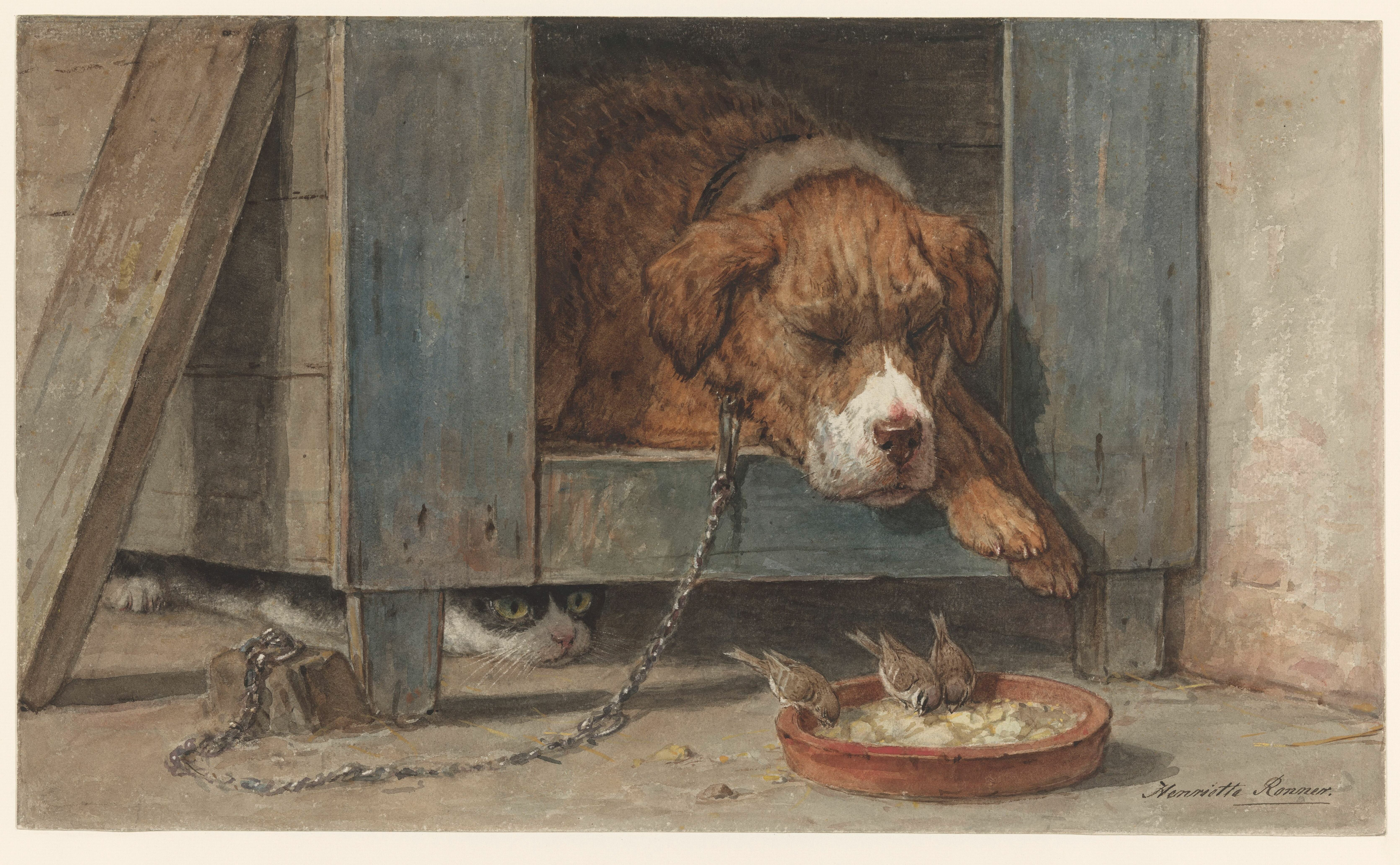
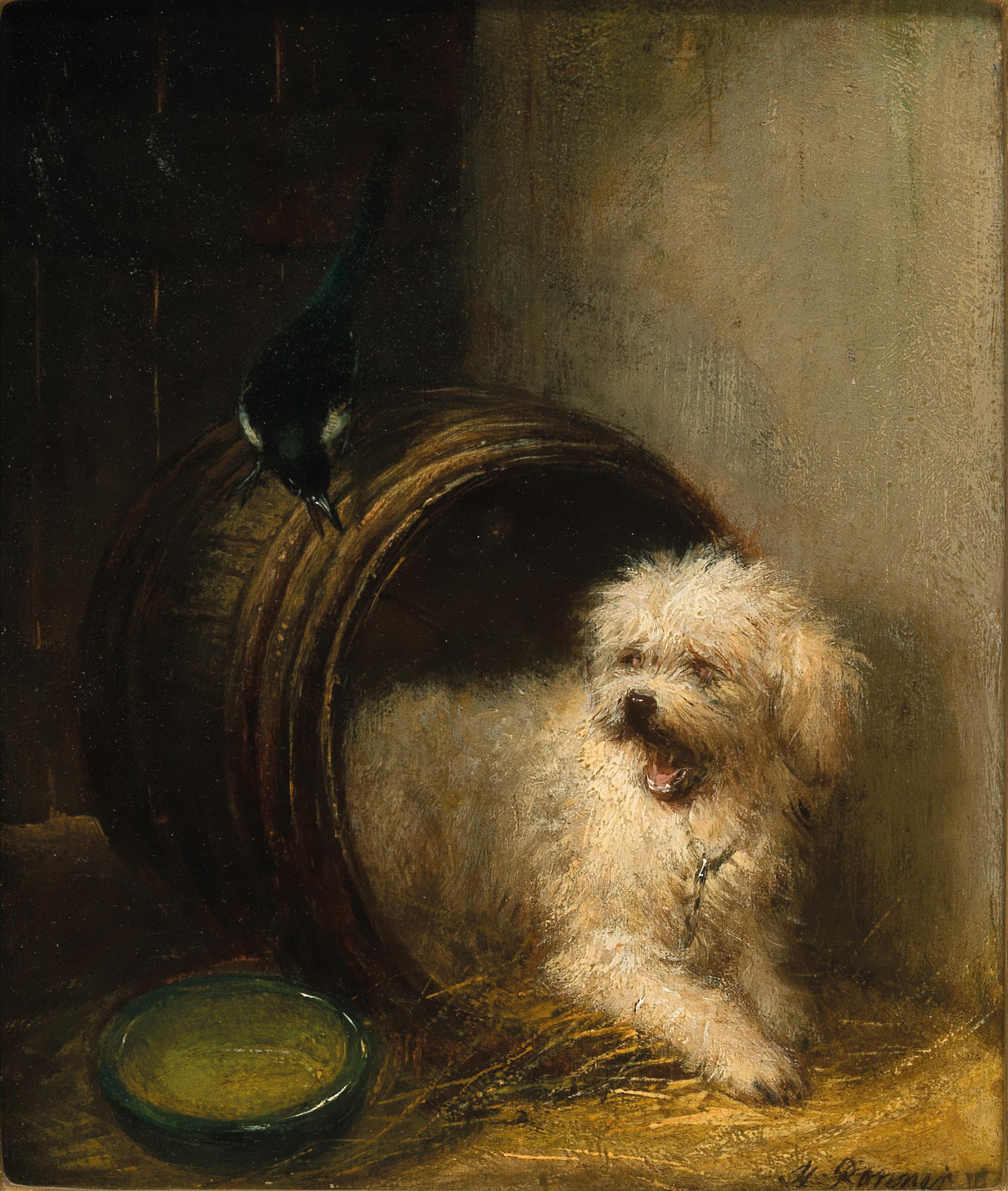
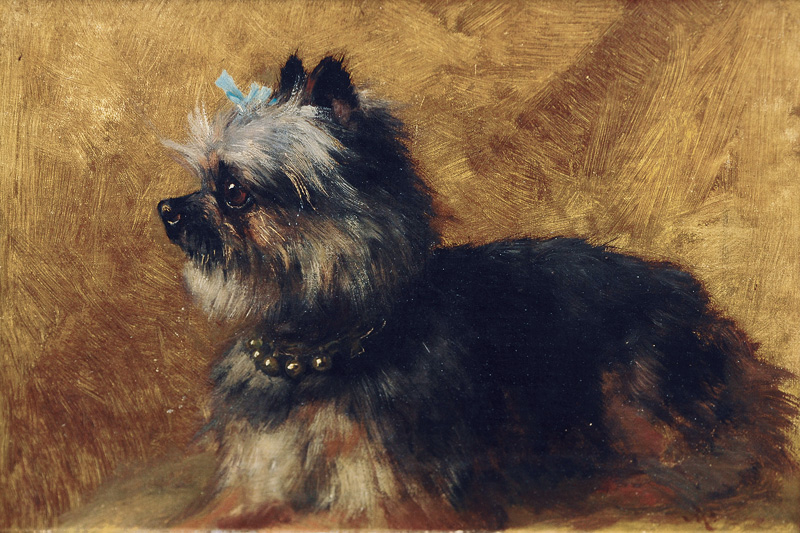

Koty salonowe
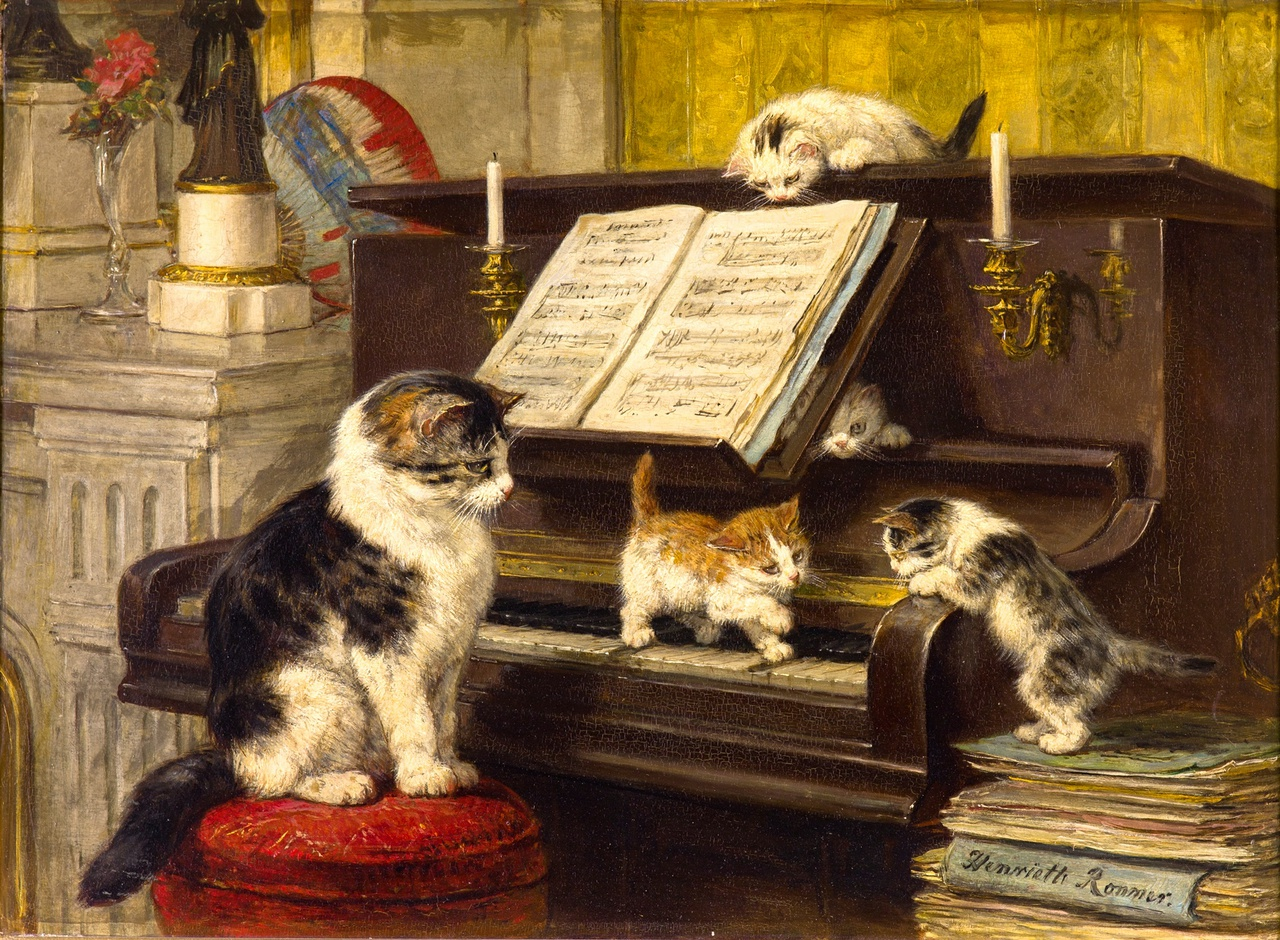
Lekcja gry na pianinie, Teylers Museum
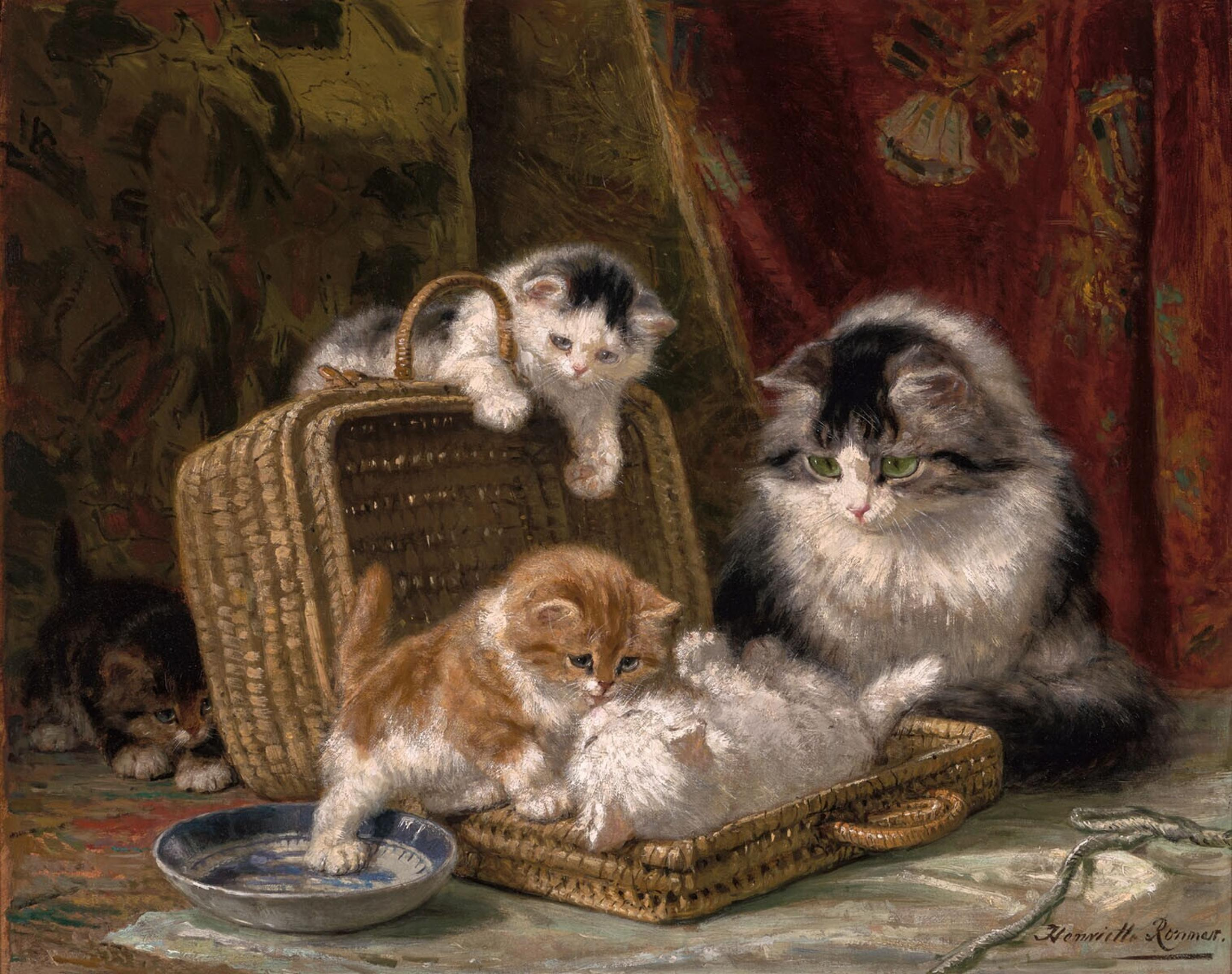
Bawiące się kotki, Królewskie Muzeum Sztuk Pięknych w Antwerpii
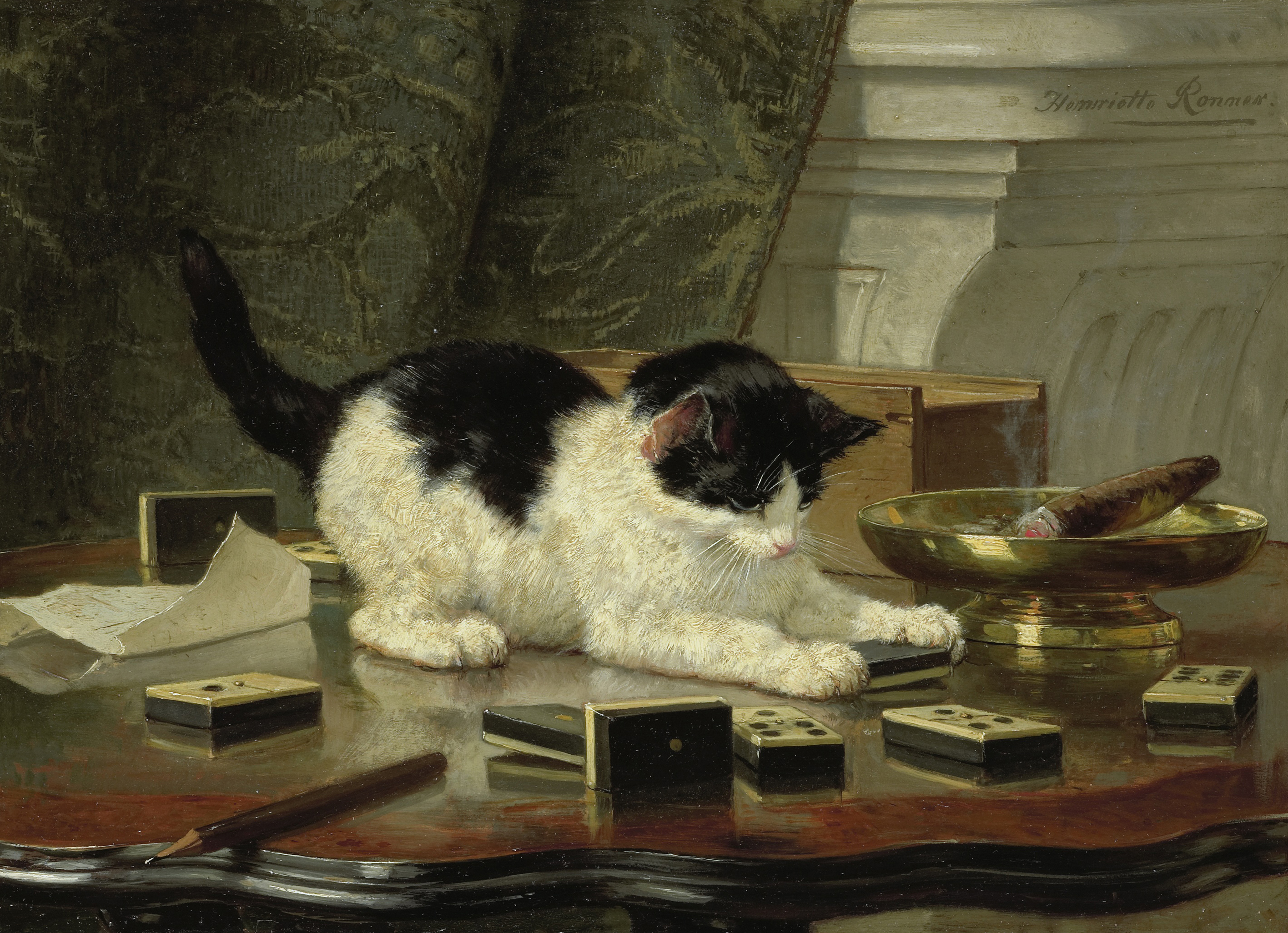
Kocia gra, Rijksmuseum

Portrety kotów
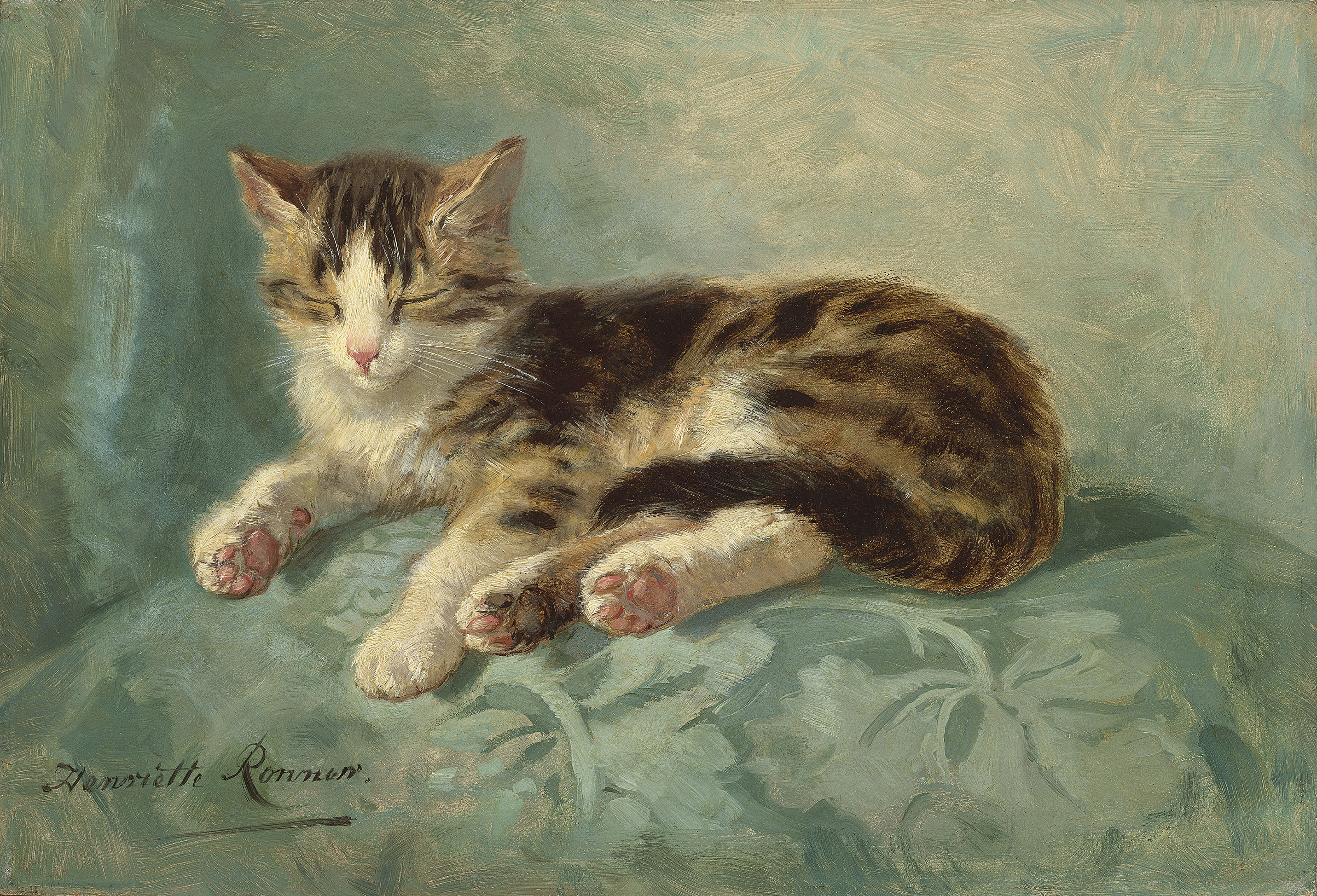
Drzemka
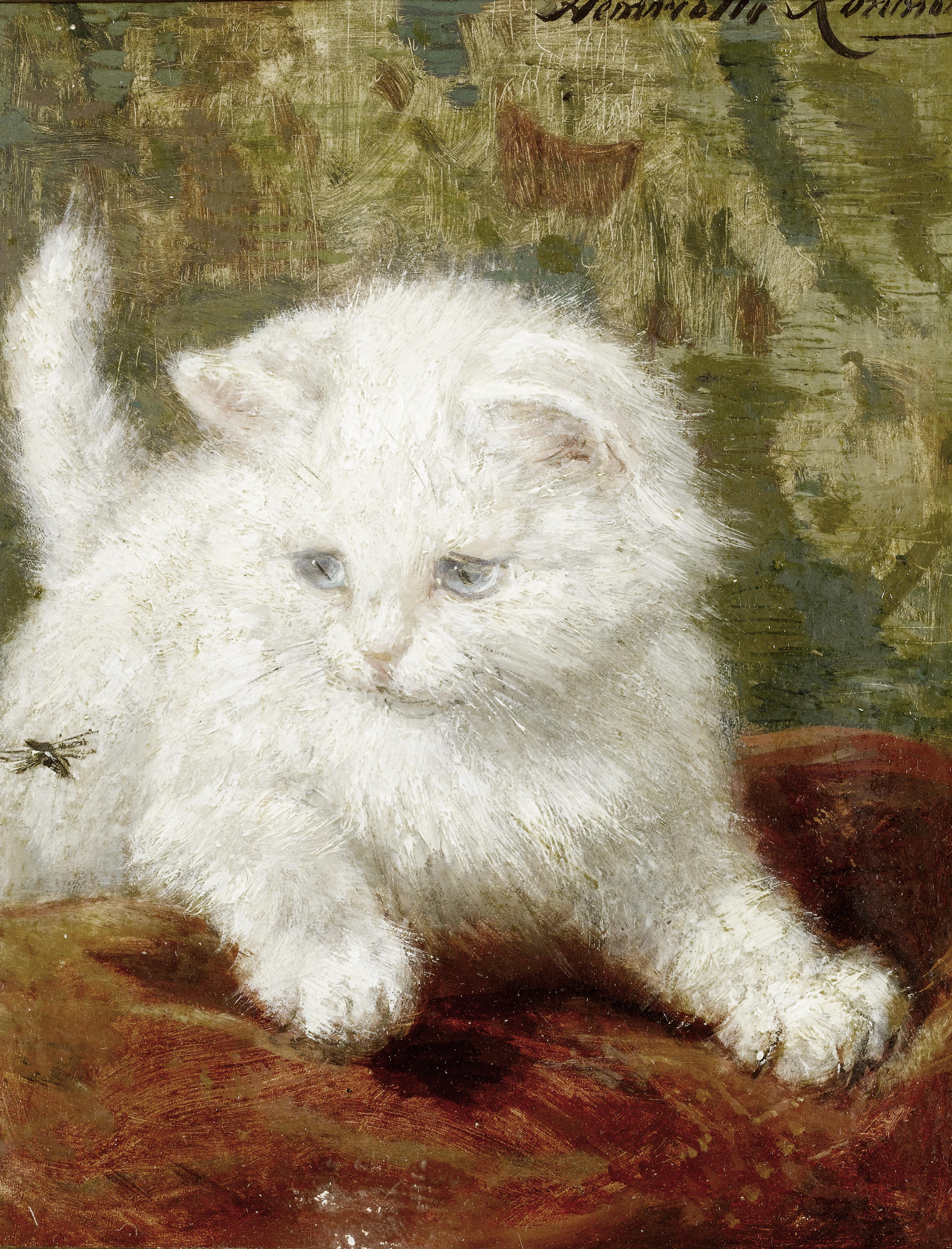
Ciekawość
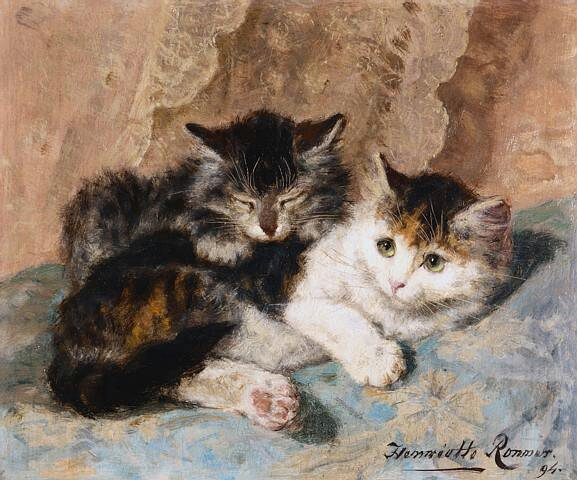
Najlepsi przyjaciele

- Portrety psów

## Upamiętnienie

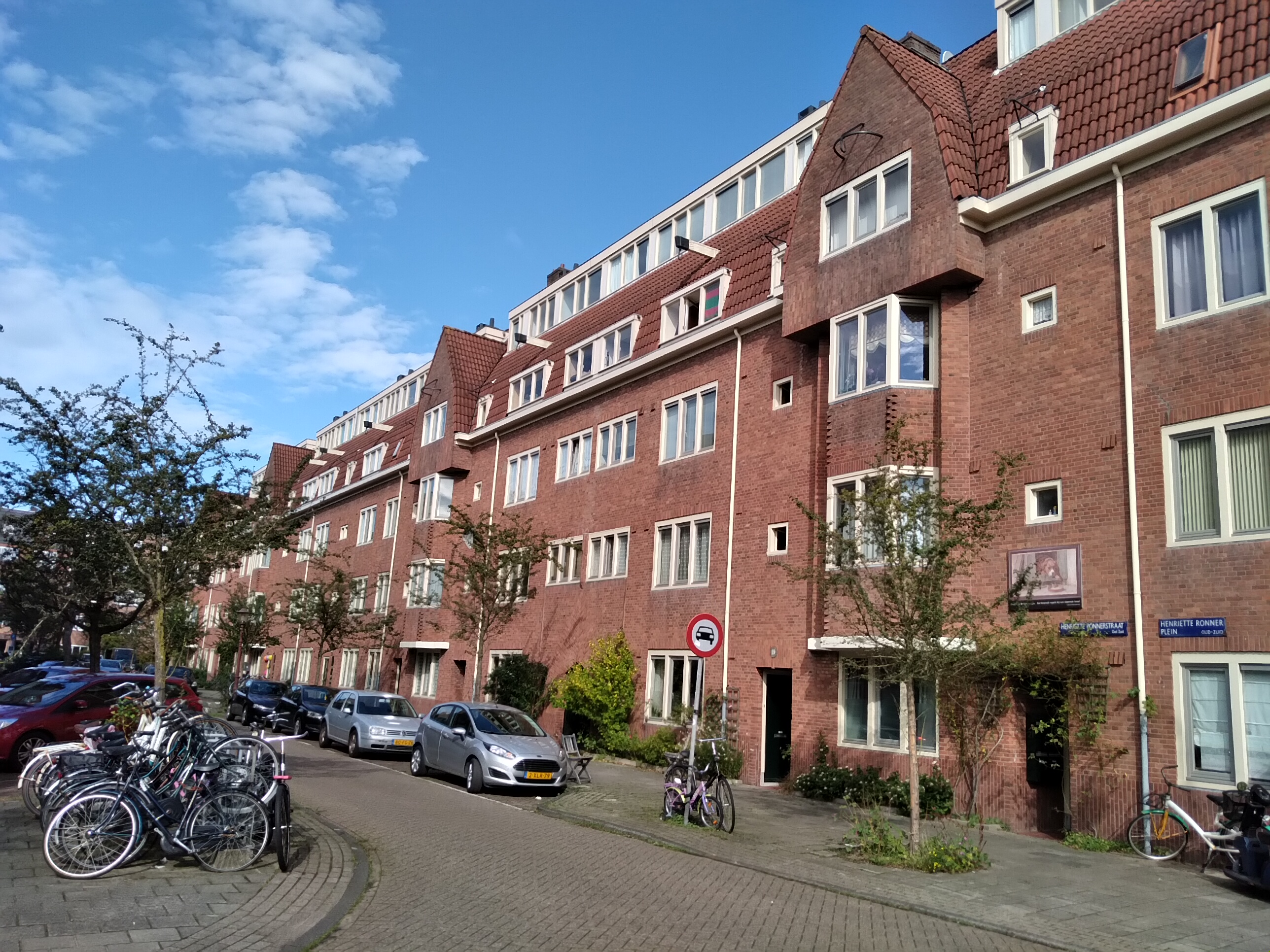
Fragment ulicy w Amsterdamie, nazwanej na cześć malarki

W 1998 roku została zorganizowana duża retrospektywna wystawa prac malarskich Ronner-Knip w Kunsthal w Rotterdamie.
W 2019 roku Stedelijk Museum we Vianen przygotowało wystawę jej kocich portretów. Na tej wystawie można było także zobaczyć ozdobną szklaną gablotę, która stała w jej atelier, do której Henriëtte wkładała żywe koty, które chciała sportretować, bo kiedy się uspokoiły, to była w stanie dokładnie je obserwować i studiować, aby następnie namalować zgodnie z rzeczywistością. W przeszklonej gablocie koty miały ograniczoną, lecz wystarczającą ilość miejsca do swobodnego poruszania się.
W Amsterdamie, gdzie malarka się urodziła, znajduje się ulica (Henriëtte Ronnerstraat) i plac (Henriëtte Ronnerplein)  nazwane jej imieniem. Plac został tak nazwany 22 września 1921 roku.